# .invalid
 .invalid er et reserveret generisk topdomæne, der anvendes til testformål for at afprøve sider, der med sikkerhed ikke virker.
Domænet blev sammen med .example, .localhost og .test oprettet i 1999
| Generiske topdomæner | Spire Denne artikel om generiske topdomæner er en spire som bør udbygges. Du er velkommen til at hjælpe Wikipedia ved at udvide den. |